# Maurizio Barendson
Maurizio Barendson (Napoli, 9 novembre 1923 – Roma, 24 gennaio 1978) è stato un giornalista e conduttore televisivo italiano.

## Biografia

### Formazione
Barendson nacque a Napoli il 9 novembre 1923. Discendente di una famiglia di orafi di origine olandese, trasferitasi a Napoli nel XIX secolo, crebbe in un ambiente intellettuale. Frequentò il Liceo Umberto I del capoluogo campano negli anni Trenta, insieme a futuri protagonisti della cultura e della politica italiana come Francesco Rosi, Giuseppe Patroni Griffi, Achille Millo, Raffaele La Capria e Giorgio Napolitano. Dopo aver vinto una borsa di studio presso il Centro Sperimentale di Cinematografia di Roma nel 1943, la sua formazione cinematografica fu interrotta dagli eventi della Seconda guerra mondiale.

### Carriera
Nel dopoguerra iniziò la sua carriera giornalistica lavorando per i quotidiani Il Tempo e Il Giornale d'Italia, e nel 1949 iniziò a occuparsi di cronaca sportiva. Entrato in Rai a metà degli anni Cinquanta, realizzò insieme ad Antonio Ghirelli il documentario Azzurro come Italia nel 1956 e successivamente fu autore di Sprint, il primo rotocalco sportivo televisivo italiano, che mescolava cronaca sportiva e cultura contemporanea.
La sua notorietà crebbe esponenzialmente con la creazione, insieme a Paolo Valenti, di 90º minuto nel 1970, una trasmissione domenicale che proponeva le azioni principali delle partite di Serie A appena concluse, diventando un punto di riferimento per gli appassionati di calcio. Nel 1973, ideò un'altra storica trasmissione sportiva, Dribbling, e successivamente, con la Riforma della RAI del 1975, divenne capo della redazione sportiva del Tg2, dove ideò e condusse L'altra domenica, programma innovativo che univa sport, spettacolo e musica, con Renzo Arbore come mattatore.
Barendson fu anche oggetto delle celebri imitazioni del comico Alighiero Noschese, un segno della sua grande popolarità.

### Morte
Morì il 24 gennaio 1978 in una clinica romana, dove alcuni giorni prima si era sottoposto ad un intervento chirurgico. Lo scrittore Giovanni Arpino lo ricordò come una persona di grande umanità, ironia e leggerezza, qualità che definivano sia il suo stile di vita sia il suo approccio professionale.

## Omaggi
- A Roma si trova viale Maurizio Barendson, strada di accesso al centro Rai di Saxa Rubra.